# Shahryar
Shahryar (også stavet Shahryār, Shahriar, Shahriyār, Schahryār eller Shaharyar) (Persisk: شهريار, dvs. "The Great King") er den fiktive, sassanidiske konge (shah) i Tusind og en Nats eventyr, der bliver fortalt historier af hans hustru, Scheherazade. Han regerede over det persiske imperium, og over alle de tilstødende øer.